# Aarón Padilla Gutiérrez
Aarón Padilla Gutiérrez   (Ciutat de Mèxic, 10 de juliol de 1942 - Ciutat de Mèxic, 14 de juny de 2020) fou un futbolista mexicà.

## Selecció de Mèxic
Va formar part de l'equip mexicà a la Copa del Món de 1966.